# 贞蕨
贞蕨（学名：Cornopteris decurrenti-alatum）为蹄盖蕨科贞蕨属下的一个种。

## 扩展阅读
- 維基物種上的相關：贞蕨